# 윙 건담
윙 건담(영어: Wing Gundam, 일본어: ウイングガンダム)은 1995년에 방영된 TV 애니메이션 《신기동전기 건담 W》에 등장하는 모빌 슈트(MS)로 분류되는 가공의 유인 조종식 인간형 로봇 병기이다.
새 모양의 항공기로 변형되는 가변형 건담 타입 모빌 슈트(MS)로 주인공인 히이로 유이가 탑승하는 이 작품의 초반 주역기이다. 적측 세력인 오즈(OZ)에서는 건담 01(제로 원)이라는 코드 네임으로 불린다.
메카닉 디자인은 오오카와라 쿠니오가 담당하였다. TV 애니메이션 방영 종료 후에 발표된 OVA 및 극장판 애니메이션 《신기동전기 건담 W Endless Waltz》에서는 카토키 하지메에 의해 새롭게 리파인된 디자인으로 그려졌다. 이후 오오카와라 쿠니오 디자인의 기체는 "TV판", 카토키 하지메 디자인의 기체는 "얼리 타입", "EW판"이라고 불리게 된다.

## 같이 보기
- 신기동전기 건담 W
- 윙 건담 제로